# Попович Ілля Омелянович
Ілько Попович (нім. Elijah Popović) — український військовик, громадсько-політичний діяч Буковини, ЗУНР, УНР. Член УККБ, комендант Чернівців (1918). Син видатного українського педагога, публіциста, громадського-політичного діяча Буковини кінця ХІХ — першої чверті ХХ століть, першого українського президента Північної Буковини — Омеляна Поповича.

## Біографія
Народився 1883 року в місті Чернівці (Герцогство Буковина, Австро-Угорщина). Здобувши освіту, працював інженером і геометром.
Професійна діяльність була пов'язана з головуванням у товариствах «Торговля» та допомоги емігрантам «Охорона».
Як громадсько-політичний діяч стояв у витоків організації на Буковині спортивно-пожежно-руханкових товариств «Січ» (1904) та радикальної партії (1906). Протягом 1909-1911 видава у Чернівцях газету «Громадянин». Тривалий час працював у правлінні «Української Школи».
Під час Першої світової війни поручник Буковинського Легіону збройних сил Австро-Угорщини.
Під час революційних подій 1918 р. брав активну участь в роботі буковинської секції УНРади ЗУНР, хоча й не брав участі в її створені (18-19 жовтня 1918). Входив до складу УККБ як комендант Чернівців. 6 листопада 1918 на чолі підрозділу УСС забезпечував передачу влади в Герцогстві Буковина від останнього крайового президента фон Ецдорфа представникам Північної та Південної Буковини — Омеляну Поповичу та Аурелу Ончулу.
Після румунської окупації Північної Буковини разом з Теодотом Галіпом перебував у Києві, де добивався від Гетьманського Уряду та Директорії допомоги у визволенні Української Буковини, проте безуспішно.
У січня 1919 р. переїхав до Станіслава, де продовжив активну роботу в УНРаді. Був делегатом Трудового конгресу України як член центрального комітету УСРП. З березня 1919 р. — референт військових справ Буковинської Ради в Станіславі. У цей час належав до УГА у ранзі сотника. Брав участь у формуванні Буковинського куреня. Через негативні наслідки польсько-українській війні та окупацію ЗУНР, разом з іншими військовими формуваннями, відступив у «Велику України».
Після поразки Української революції у 1921 році повернувся до Станіслава, де працював інженером. В 1939 році, після анексії західноукраїнських земель СРСР, був депортований.
Після Другої світової війни емігрував до Німеччини, де брав активну участь в роботі УНРади в екзилі, а також був членом правління товариства «Український Народний Дім» у Чернівцях. Під криптонімом «Емга» опублікував низку спогадів про визвольні змагання на Буковині та Буковинський курінь.
Помер 1 липня 1955 р. у Мюнхені, ФРН.